# Максимов, Олег Николаевич

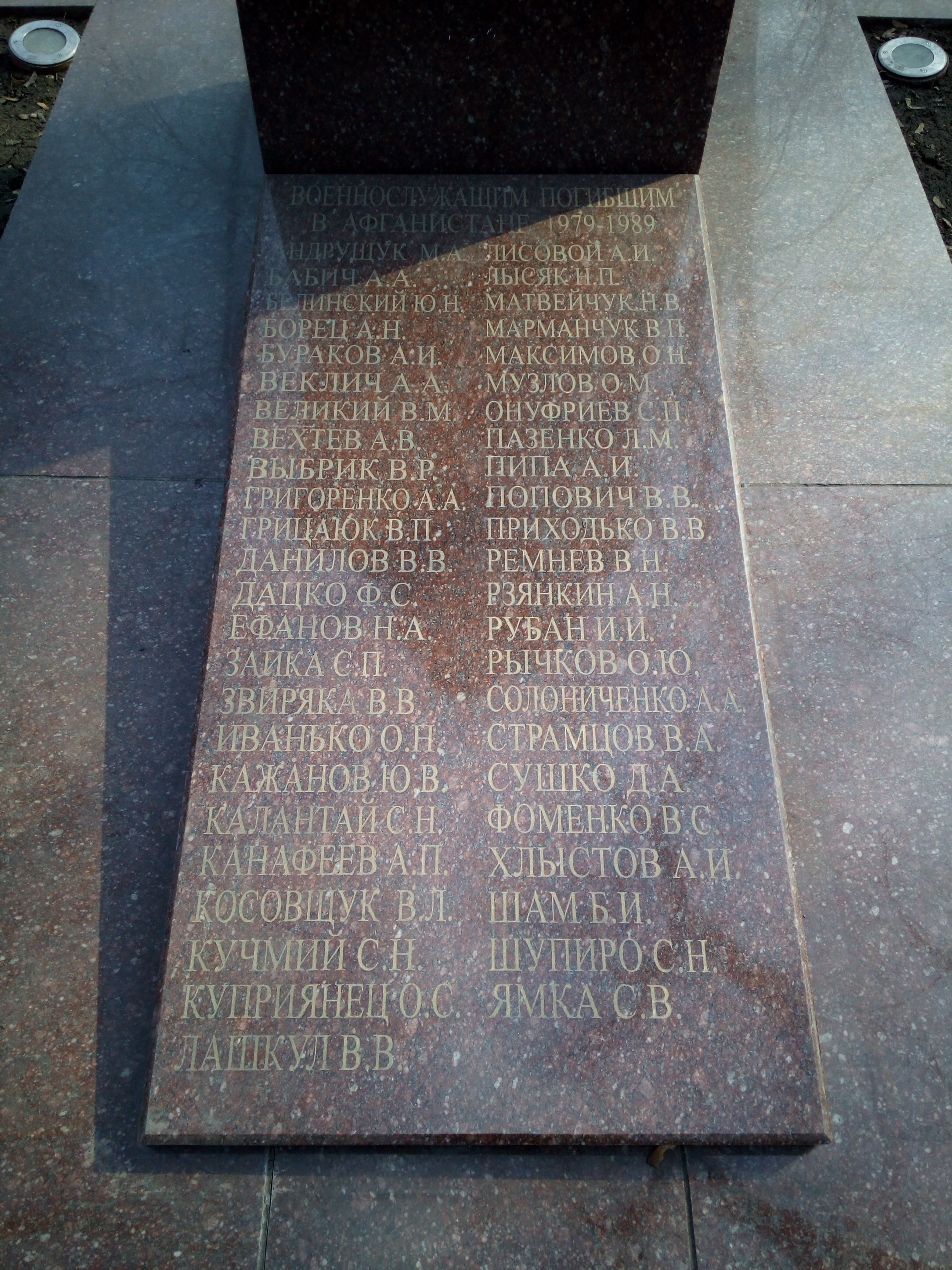
Имя на памятнике воинам-интернационалистам на Дзержинке (Кривой Рог)

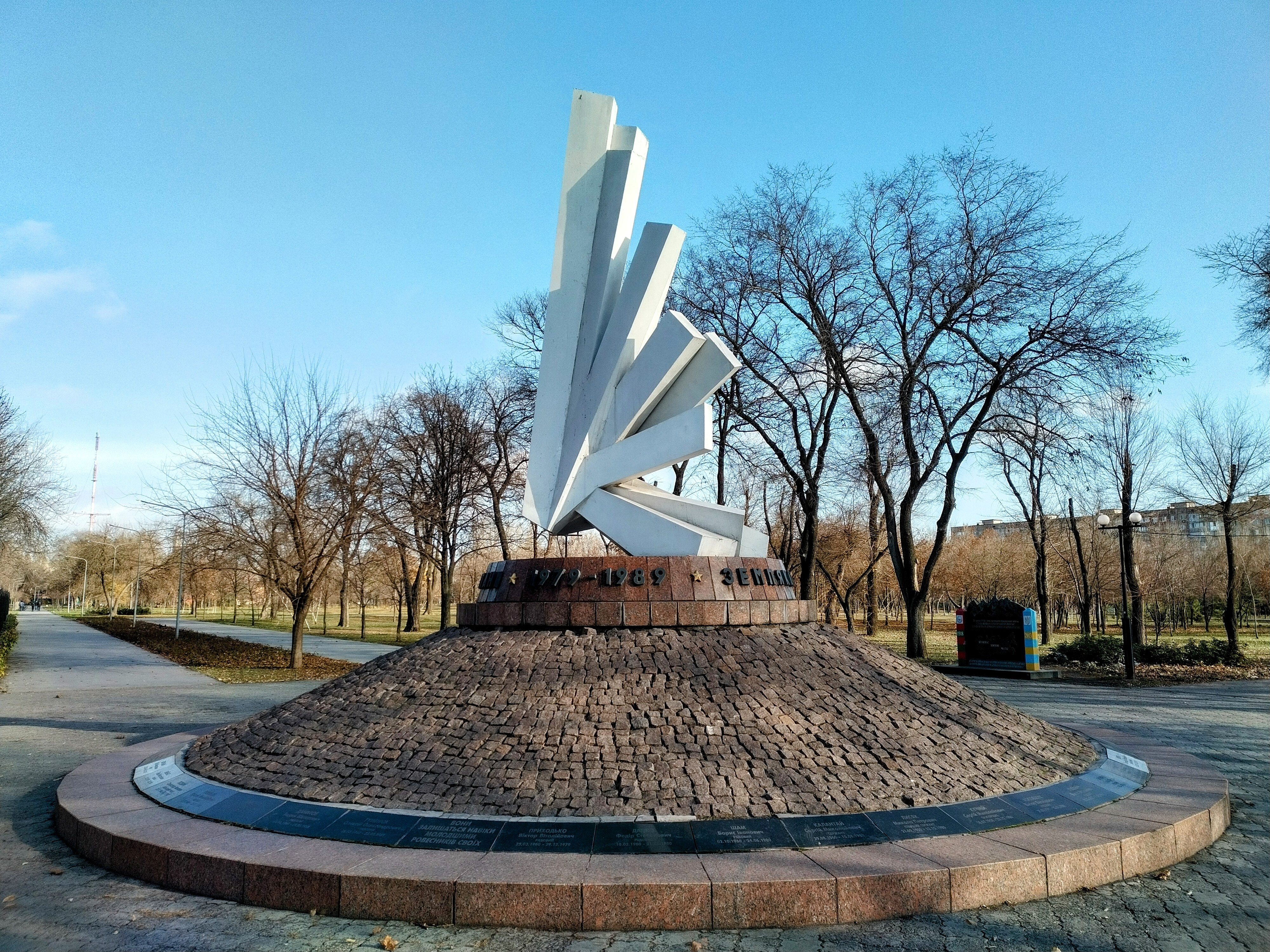
Имя на памятнике воинам-интернационалистам в Юбилейном парке (Кривой Рог)

Максимов Олег Николаевич (26 августа 1963, Кривой Рог, Днепропетровская область — 11 октября 1983, Афганистан) — советский военнослужащий, рядовой, стрелок-помощник гранатомётчика десантно-штурмовой группы погранвойск, участник Афганской войны.

## Биография
Родился 26 августа 1963 года в городе Кривой Рог Днепропетровской области УССР в рабочей семье.
Член ВЛКСМ. В 1981 году окончил СПТУ № 9 в Кривом Роге, работал монтажником в управлении № 8 треста «Криворожстальконструкция». 
24 октября 1981 года призван в Вооружённые силы СССР Дзержинским районным военным комиссариатом Кривого Рога. С 1981 года служил на иранской границе. В мае 1982 года в звании рядового направлен в состав ограниченного контингента советских войск в Афганистане, служил стрелком-помощником гранатомётчика десантно-штурмовой группы пограничных войск КГБ СССР. Участвовал в боевых операциях, десантировался на занятую противником территорию, проявлял себя храбрым и умелым воином.
11 октября 1983 года погиб в ночном бою во время операции по ликвидации горного базового лагеря.
Похоронен в Кривом Роге на Центральном кладбище (участок 1, ряд 4, могила 159).

## Награды
- Орден Красной Звезды (посмертно)[1][2].

## Память
- Имя на памятнике воинам-интернационалистам Днепропетровщины, погибшим в Афганистане (Днепр)[4];
- Имя на памятнике воинам-интернационалистам на Дзержинке (Кривой Рог);
- Имя на памятнике воинам-интернационалистам в Юбилейном парке (Кривой Рог).